# Charles Ier de Montmorency
Pour les articles homonymes, voir Charles de Montmorency.
Pour les autres membres de la famille, voir Maison de Montmorency.
Charles de Montmorency (né en 1307, mort le 11 septembre 1381) est le fils de Jean Ier, seigneur de Montmorency et de Jeanne de Calletot.

## Biographie
Au décès de son père, il hérite des seigneuries de Montmorency, d'Écouen, de Damville, d'Argentan, de Feuillarde, de Chaumont-en-Vexin, de Vitry en Brie ainsi que de nombreux autres lieux.
Il est chevalier, nommé grand panetier de France de 1336 à 1343 par Philippe de Valois, puis fut élevé à la dignité de maréchal de France en 1343, conseiller et chambellan du roi en 1346 en remerciement de son attachement au roi, et en 1347, capitaine général de par sa majesté sur les frontières de Flandre et de la mer en toute la langue picarde.
En 1347, il se démet de sa charge de maréchal au profit de son beau-frère, Édouard de Beaujeu.
Il commande l’armée que le duc Jean de Normandie mène en Bretagne au secours de Charles de Blois. Il accompagne ce prince en Guyenne contre le comte de Derby en 1345 et se distingue à la bataille de Crécy en 1346.
Gouverneur de Picardie, il défait Oudart, bâtard de Renty en 1348.
Il est un de ceux qui concluent le traité de Brétigny entre le roi de France Philippe VI et celui d’Angleterre, Édouard III, le 8 mai 1360.
Il est parrain du roi Charles VI.
Il meurt le 11 septembre 1381 et est inhumé en l’église de l’abbaye du Val à Mériel, près de L'Isle-Adam.

## Ascendance
Charles Ier de Montmorency descend des rois de France jusqu'à Hugues Capet et des rois de Jérusalem jusqu'à Baudouin II de Jérusalem.

## Mariage et descendance

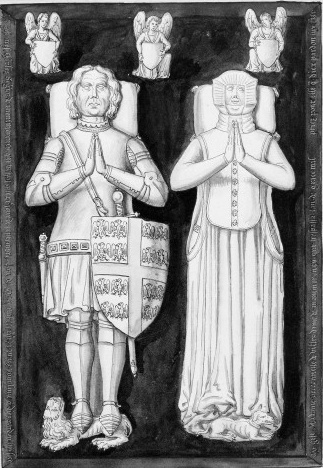
Tombeau de Charles de Montmorency et de Péronnelle de Villiers.

En 1330, Charles épouse en premières noces Marguerite de Beaujeu (? † 5 janvier 1336, inhumée à l'abbaye du Val), fille de Guichard VI, sire de Beaujeu et de Dombes et Marguerite de Châtillon. Ce mariage est sans postérité.
Le 26 janvier 1341 à Paris, Charles épouse en secondes noces Jeanne de Roucy, dame de Blazon et de Chemillé (Chemillé ? bien plutôt Chemellier, les deux en Anjou) (? - 10 janvier 1361, inhumée à l’abbaye du Val), fille du comte Jean V de Roucy et Marguerite de Beaumez. De ce mariage sont nés :
- Jean de Montmorency (? † 24 juillet 1352) ;
- Marguerite de Montmorency (vers 1359 † 21 septembre 1406), femme de Robert d'Estouteville, seigneur de Vallemont[9] ;
- Jeanne de Montmorency, épouse de Guy dit Brumor de Laval, seigneur de Challouyau[9] (? - 1383) ;
- Marie de Montmorency, dame d'Argentan[9] (? † 26 février 1372), épouse de Guillaume d'Ivry[9], baron d'Oissery puis de Jean II, seigneur de Châtillon-sur-Marne[9], grand maître d'hôtel de la reine et capitaine de la ville de Reims[10].

Vers 1362, Charles épouse en troisièmes noces Pétronille ou Pernelle de Villiers (v. 1345 † v. 1414), fille de Adam dit le Bègue, seigneur de Villiers le Sec et Alix de Méry, et nièce de Pierre de Villiers, seigneur de l'Isle-Adam, Grand maître de France. De ce mariage, sont nés :
- Charles de Montmorency (1362 † 1369) ;
- Jacques de Montmorency ( † 1414) ;
- Philippe, tué en 1425 à la bataille de Zierikzee (Ziric-Zée[9] ou Zirixée[11]) livrée par Philippe III, duc de Bourgogne contre les Hollandais ;
- Denise de Montmorency (? † v. 1452) épouse en 1398[9] de Lancelot Turpin de Crissé, chambellan de Charles VI[11] fils de Gui V Turpin de Crissé et Marguerite de Thouars.